# Bad Influence (песня Пинк)
"Bad Influence" (рус. Плохое влияние) – это песня американской артистки Pink из её пятого студийного альбома Funhouse. Песня стала самой успешной песней с альбома среди прочих песен. Она получила Золотую сертификацию в Австралии и держалась в чарте в топ-10 на 6 месте и на 56 месте в Year-End chart, даже без выпущенного клипа.

## Промоушен
Песня была использована в рекламе Optus, чтобы прорекламировать Funhouse Tour, часто использовалась на канале Channel V Australia и в рекламе Volkswagen Polo в немецкоязычных странах Европы.

## Чарты
Песня была самой популярной на радио в Австралии на первой неделе после релиза. В ARIA Singles Chart песня достигла пика на 6 строке и была сертифицирована Золотой продажей в 35,000 копий. В Australian Airplay Chart песня стала 4 песней подряд у Pink, занявшей первую строку в чарте, и 4-й с альбома. В Новой Зеландии "Bad Influence" дебютировала 18 мая 2009 на 33 строке чарта, поднявшись до 27 строки на следующей неделе. Потом она поднялась до 12 строки. Песня вошла в британские чарты на 161 место 18 октября, 2009 за счет рекламы, и достигла пика на 123 месте. "Bad Influence" вошла в German Singles Chart на #26 в апреле 2010.
| Чарт (2009-2010)              | Наивысшая позиция |
| ----------------------------- | ----------------- |
| Australian ARIA Singles Chart | 6                 |
| Austrian Singles Chart        | 20                |
| German Singles Chart          | 26                |
| New Zealand Singles Chart     | 12                |
| UK Singles Chart              | 123               |

### End of Year Chart
| Год  | Чарт                              | Место |
| ---- | --------------------------------- | ----- |
| 2009 | Australian ARIA End of year Chart | 56    |

### Сертификации
| Страна        | Сертификация | Продажи |
| ------------- | ------------ | ------- |
| Австралия     | Золото       | 35,000+ |
| По всему миру |              | 100,000 |